# Emisora provincial Radio Sancti Spíritus
Radio Sancti Spiritus (CMGL). Radio emisora provincial del municipio Sancti Spiritus perteneciente a la provincia homónima. 

## Historia

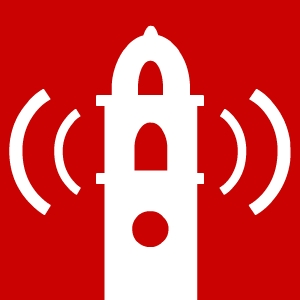
Logo de Radio Sancti Spíritus

En Sancti Spíritus, Cuba, las primeras emisiones que se tienen como referencia son las que se realizan desde el año 1923, en el central Tuinucú (en el municipio de Taguasco en Sancti Spíritus, Cuba), a cargo del norteamericano Frank H. Jones –electricista de oficio- quien dispuso la primera emisora de onda larga en el territorio. Por aquel entonces existía un número considerable de equipos radioreceptores y transmisores pequeños que fiscalizaban los apasionados de la radio.
Entre 1925 y 1933, Cuba ocupaba el cuarto lugar en el mundo en la posesión de estaciones de radio con 64, superada tan solo por Estados Unidos (645), Canadá (400), y Rusia (105), dato que nos demuestra la prontitud de expansión del medio en la Isla, hecho del que no estuvo exento el territorio y población de Sancti Spíritus, Cuba.
En el territorio que ocupa hoy la provincia espirituana se inaugura la primera radioemisora comercial en los 1 240 kc, el 12 de noviembre de 1933, con las siglas CMHB, y el nombre público de Voz del Yayabo. Esta estación de radio transmitía apenas unas horas en la mañana y la tarde noche, lo que hacía efímero su trabajo toda vez que las transmisiones duraban poco más de una a dos horas.
La CMHB (1933-1951) en sus inicios se orientaba a la promoción musical, algunas informaciones de tipo local y determinadas expresiones del teatro. A pesar de sus escasos recursos, llegó a transmitir desde las siete de la mañana hasta las once de la noche, todo por el entusiasmo de sus principales motivadores: Armando Legón Toledo, Buena Ventura Lemus Osorio, Pedro Andrés Nápoles, Arsenio Madrigal, quienes se repartían múltiples funciones dentro de la estación.
En 1938, surge en la localidad de Trinidad , la CMHT, asumida con una considerable inversión monetaria de 3 500 pesos, por los ciudadanos Manuel de Jesús Bécquer y Fernando Soto del Valle, de esa villa hoy Patrimonio de la humanidad.
Desde sus comienzos, la CMHT trinitaria se caracterizó por divulgar concursos culturales y sobre todo aquellos destinados al mejoramiento de sus propias emisiones. El dinero que recibían formaba parte de las colaboraciones de los “negocios” de la localidad, lo que contribuyó a formar la Sociedad Radiofónica de Trinidad , encargada de la explotación de la planta de radio, reparación de equipos tecnológicos y también a los comerciales.
En 1944, los equipos de la CMHT son comprados por los hermanos Santana Padrón, luego del abandono de la planta en el Palacio Brunet de Trinidad desde 1941.
Luego de varias penurias tecnológicas y burocráticas para adquirir el permiso de traslado, el 11 de julio de 1945 comenzó a transmitir desde Sancti Spíritus, la CMHT, también conocida como Radio Nacional, desde la calle Máximo Gómez, número 149, rivalizando con su homóloga la CMHB, lo que derivó en un éxodo hacia la CMHT de los más importantes locutores, y trabajadores del medio en general.
Desde el año 1951, la CMHT se traslada a la dirección que ocupa la esquina del edificio Cervantes, frente al parque Serafín Sánchez de Sancti Spíritus, donde permaneció hasta el año 1990.
Durante el período de la lucha armada insurreccional de la Sierra, la CMHT, protagonizó varios intentos de discursos en contra del régimen de Batista, pero no es hasta 1958, con la toma de la Ciudad por las tropas combinadas del ejército Rebelde en su Columna 8 “Ciro Redondo” y las fuerzas del Directorio Revolucionario 13 de Marzo, que se transmite la voz de Victoria en el centro de la Isla.
En el año 1960 se interviene la estación CMHT por el Ministerio de Comunicaciones que orienta nuevas y diferentes tareas a los profesionales de la radio en el territorio. En 1962 se le cambia el nombre de Radio Nacional por el de Radio Sancti Spíritus, lo que constituye motivo de pertenencia a la localidad, transformándose por completo la estructura de los programas y los motivos por los cuales se hacía radio. De igual modo comenzó a incorporarse tecnología de avanzada procedente de los países socialistas que suplirían a casi todos los mecanismos de elaboración y transmisión de programas.

## Actualidad

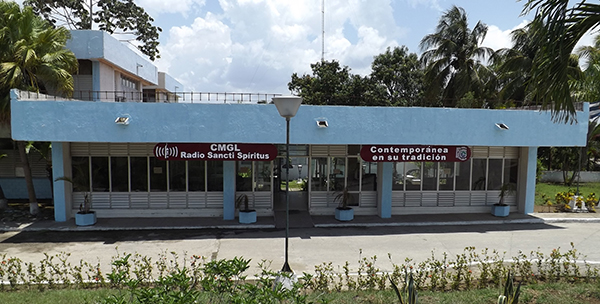
Entrada principal de la emisora Radio Sancti Spíritus.

En 1990, el 29 de abril, la CMHT se trasladó a lo que ha dado en llamarse el Palacio de la Radio en Cuba, edificación con todas las condiciones de una emisora provincial y soporte tecnológico de avanzada, que ha cumplido su función y se sustituye por tecnología digital, con la correspondiente incorporación de sistemas multipropósitos de comunicación como el Correo electrónico y el acceso, uso y beneficio de la INTERNET.
En sus inicios en la calle Máximo Gómez, después en Luz y Caballero o Cervantes # 1 Altos, hoy desde el Palacio de la Radio en Los Olivos 1, trabajamos con el objetivo de informar, recrear, divulgar, orientar y educar a nuestro pueblo.
Radio Sancti Spíritus es vehículo de todo el palpitar de la provincia espirituana, Cuba y el mundo y de la transmisión de los momentos más trascendentes de la vida económica, política y social del territorio. La labor de sus trabajadores se ha estimulado con la obtención en el año 2000 del primer lugar en el Festival Nacional de la Radio y el reconocimiento por Séptima vez de centro Vanguardia a nivel de país.
En junio de 1999, Radio Sancti Spíritus cambió su denominación de CMHT por la de CMGL.

## Alcance
Los transmisores de Radio Sancti Spíritus por Amplitud modulada (AM) se encuentran ubicados en Sancti Spíritus, Yaguajay, y Trinidad. Su señal cubre toda la provincia, parte del mar Caribe hasta donde llegan nuestros límites de las aguas territoriales y parte de las provincias de Ciego de Ávila y Villa Clara y el sur de Cienfuegos. Desde el 19 de abril de 2002 trasmitimos 24 horas por la frecuencia de 1200, 1210 y 1190 KH, en Amplitud modulada y por los 97.3, 102.9, 106.3 y 90.7 MHz en Frecuencia modulada.
Como Cadena Provincial Radio Sancti Spíritus está conformada por las emisoras municipales de Radio Vitral (Sancti Spíritus), La Voz de Cabaiguán (Cabaiguán), La Voz de Yaguajay (Yaguajay), Radio Jatibonico, Radio Trinidad (Trinidad) y Radio Fomento (Fomento), cuenta además con estudios de radio con presencia de periodistas en todos los municipios.